# 譚昌應
譚昌應（？—？），號玄若，江西南昌府新建县民籍，建昌府南丰县人。明朝政治人物。

## 生平
萬曆四十六年（1618年）戊午科江西鄉試二十二名舉人，天啓二年（1622年）壬戌科会试三百三十三名，三甲三十八名進士。礼部观政，三年任浙江馀姚县知县。

## 家族
曾祖谭良节，祖谭良德，父谭策。